# Köroğlu

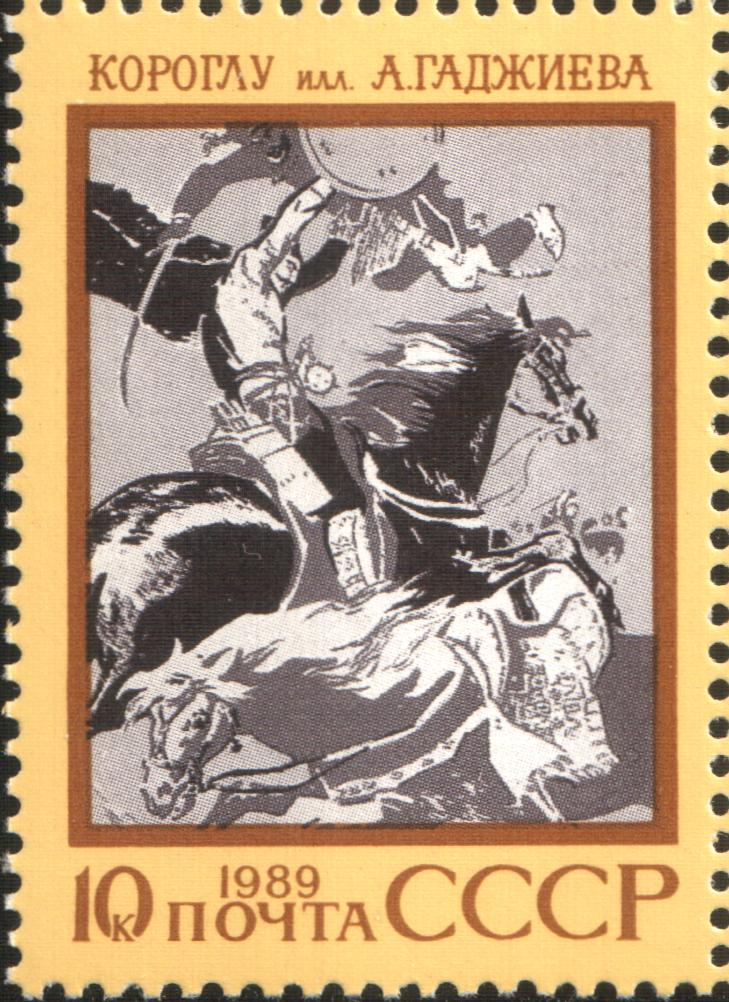
Estampilla de l'URSS

Köroğlu, Koroğlu o Khoroghlu és l'heroi d'una llegenda turca, originària de la regió de Bolu a Turquia. La seva llegenda es va estendre per tots els països turcs: un "poeta popular" (halk ozanı o saz şairi, poeta de saz) convertit en heroi popular, fill d'un home cec que defensà el poble contra la injustícia d'un terratinent el qual fou el qui el mutilà. La seva historicitat ja s'esmenta al segle xvii i segons això fou un bandit cavalleresc, un home d'honor que va operar al nord-est d'Anatòlia, i molt probablement un dels caps djalalis. El descobriment de documents oficials el 1942 va permetre comprovar que efectivament va existir, que fou un djalali (rebel) del segle xvi, i que va operar entre 1580 i 1582.
Köroğlu va ser inspiració dues vegades a l'òpera, una vegada per l'azeri Üzeyir Hacibeyov i altra pel compositor turc Ahmet Adnan Saygun. També es va fer una pel·lícula de Yeşilçam, protagonitzada per Cüneyt Arkın (Köroğlu) i Fatma Girik (el seu amor), a 1968. Es fa un Festival Internacional de Köroğlu (turc: Uluslararası Köroğlu Festivali) a Bolu.